# Новые Бегучи
Новые Бегучи — деревня в Петровском районе Саратовской области, входит в состав сельского поселения Пригородное муниципальное образование.

## География
Находится на расстоянии примерно 24 километра по прямой на юго-восток от районного центра города Петровск.

## История
Официальная дата основания 1774 год. В 1859 году в деревне было 26 дворов и 202 жителя (мордва-эрзя). В 1884 369 жителей, в 1897 – 455, в 1911 – 738, в 1922 – 752..

## Население
Постоянное население составило 64 человека (русские 39%, мордва 42%) в 2002 году, 30 в 2010.